# 三門仔

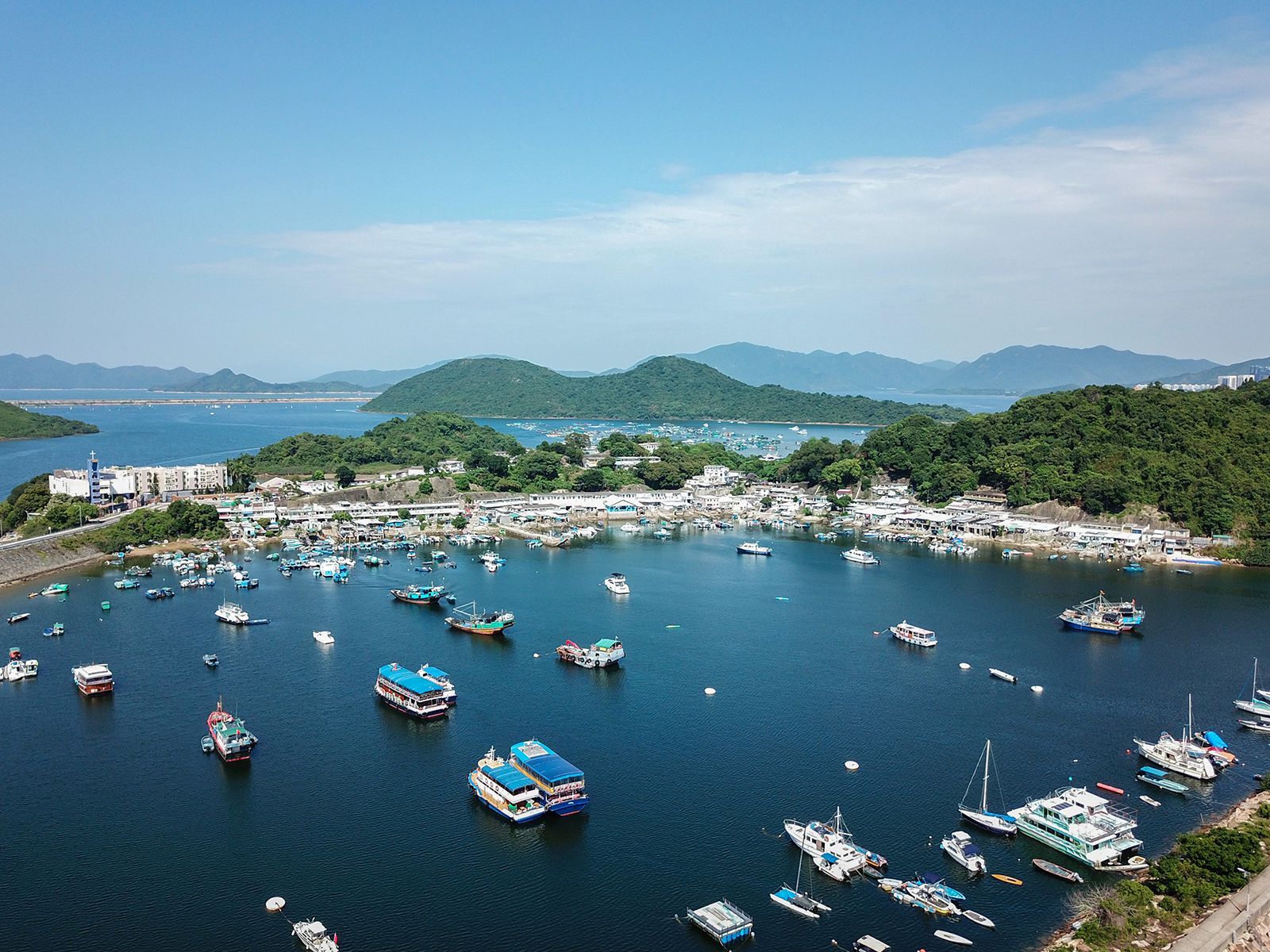
三門仔

三門仔（英語：Sam Mun Tsai）是香港新界大埔區一地方，位於大埔區鹽田仔，鄰近沙欄比華利山別墅，其東是船灣海，東南面則是連接馬屎洲的沙洲，為區內最具規模的漁村，現時該處仍保留著濃厚的漁村風味。三門仔新村至沙洲全程為石鋪的路或樓梯，在往沙洲的方向有兩個分岔路，兩個分岔路都要選擇左方，沿途有很多墳墓。村民主要是蜑家人（即水上人），大多姓何、方、陳、石、張。三門仔亦是個避風塘，對出是三門仔漁排。

## 歷史

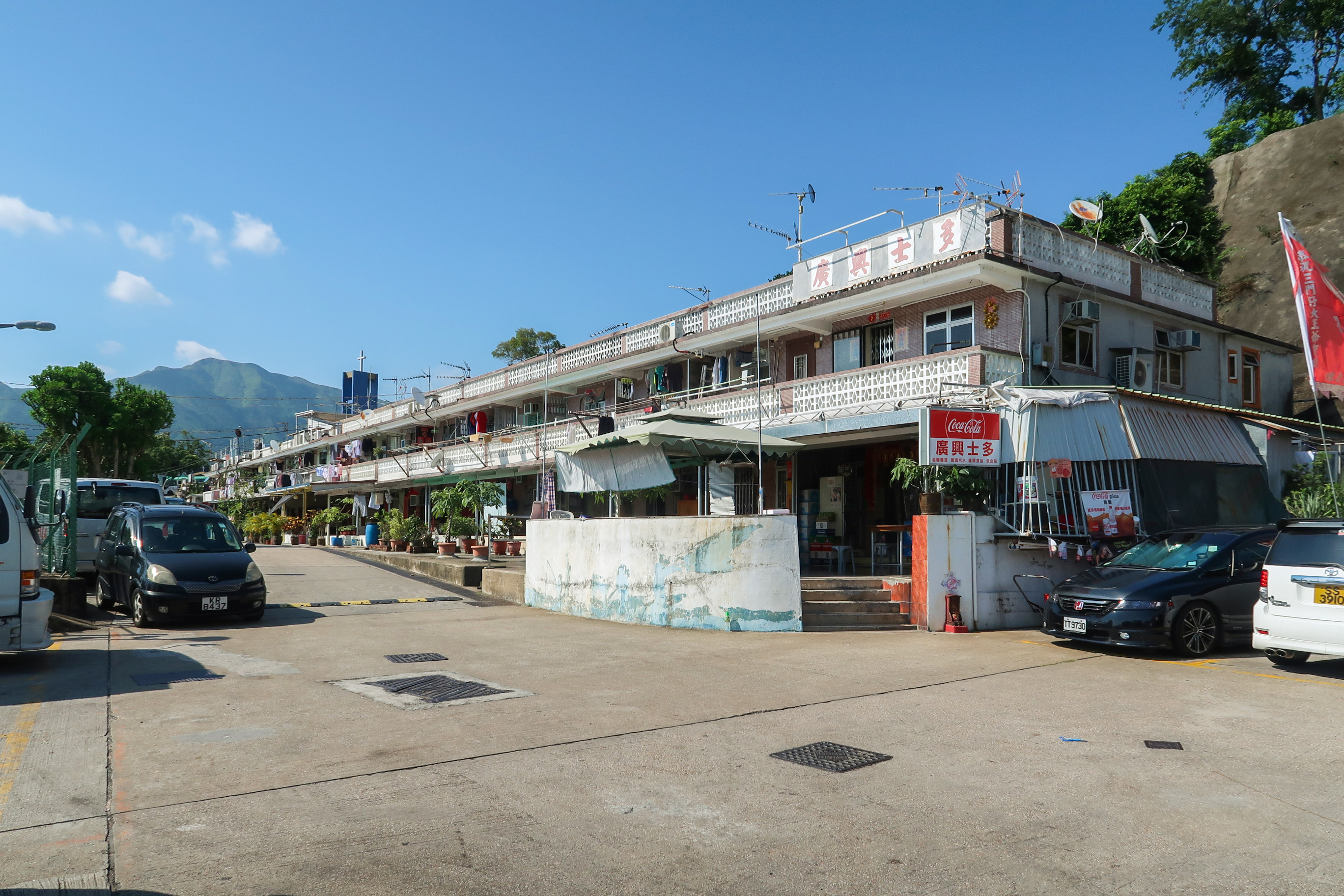
三門仔新村

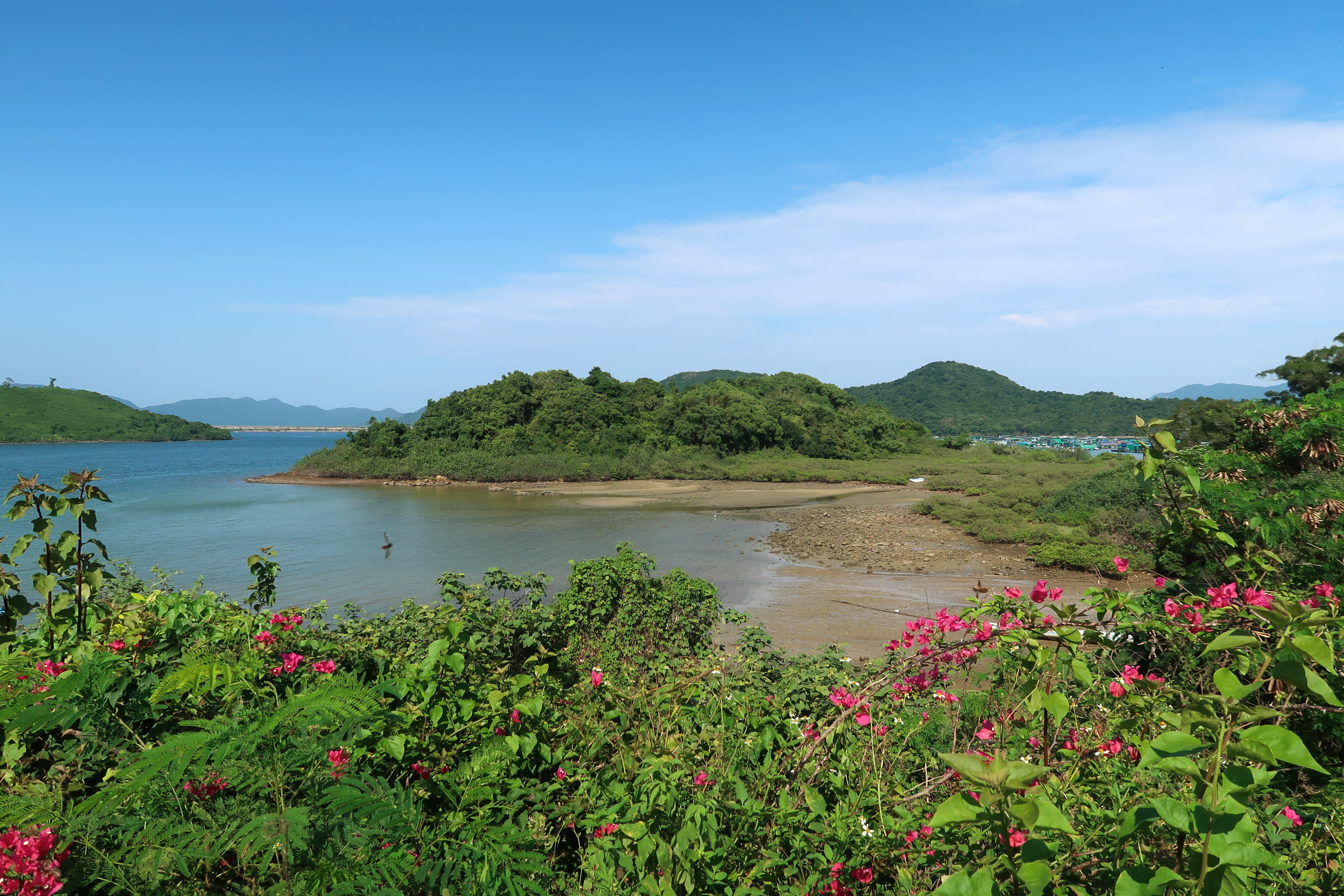
三門仔泥灘

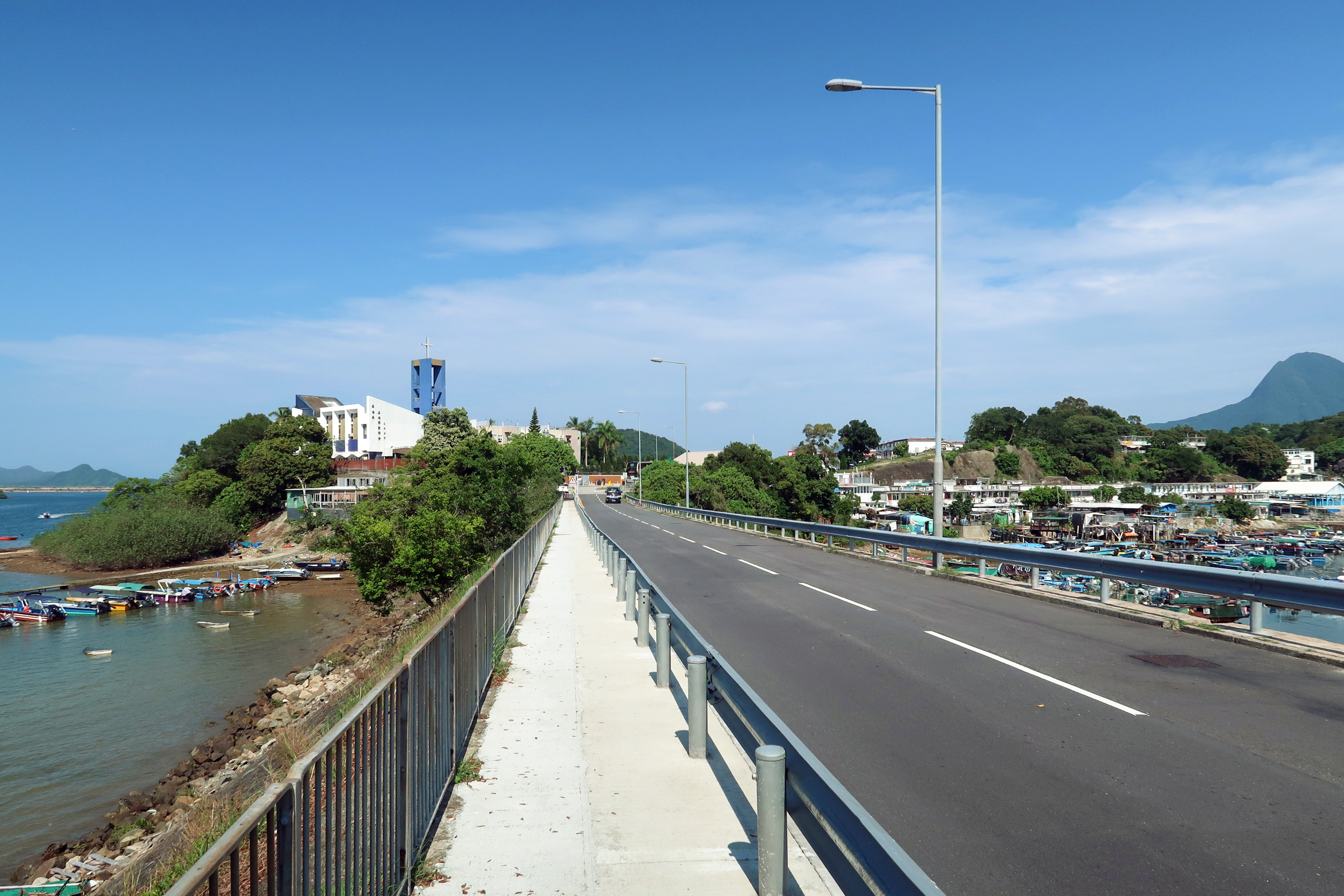
海提上建有三門仔路，為連接鹽田仔的唯一陸路

三門仔村為一條歷史悠久的漁村，原本位於白沙頭東部近白排角。昔日白沙頭洲和伯公咀之間有兩個小島（東頭洲和一未命名小島），形成三道小水道，連接船灣和赤門，因此名為三門仔。1960年代政府興建船灣淡水湖，村民便遷居現址鹽田仔，在1965年重新開村，也把三門仔的地名轉移了過來，現名三門仔漁民新村。

## 特色
由於三門仔村民大部分都是水上人，主要供奉天后娘娘，相傳天后能保佑人們海上平安，所以每年農曆三月廿三，三門仔的村民都會去塔門拜祭天后娘娘，天后誕一般慶祝程序由天后誕的前夕開始，在傍晚開始上演神功戲、還神、還花炮；子時過後各村村代表會在天后廟上頭注香、拜神，然後有一些儀式如喊禮及讀祝文等。在天后誕正日，各花炮會龍獅隊與表演團體於天后廟前集合。當慶祝表演完畢後，龍獅隊會繼續前往天后廟參神。最後，舉行隆重的抽炮儀式。今日的花炮更像神枱，並貢奉著各種祭品。這些花炮祭品拜祭神明，村民競投祭品，期望得神明保祐。

## 具特殊科學價值地點
「三門仔鷺鳥林」曾於1994年8月13日被劃定為具特殊科學價值地點，面積1.2公頃，但於2000年代被除名。

## 區內建築

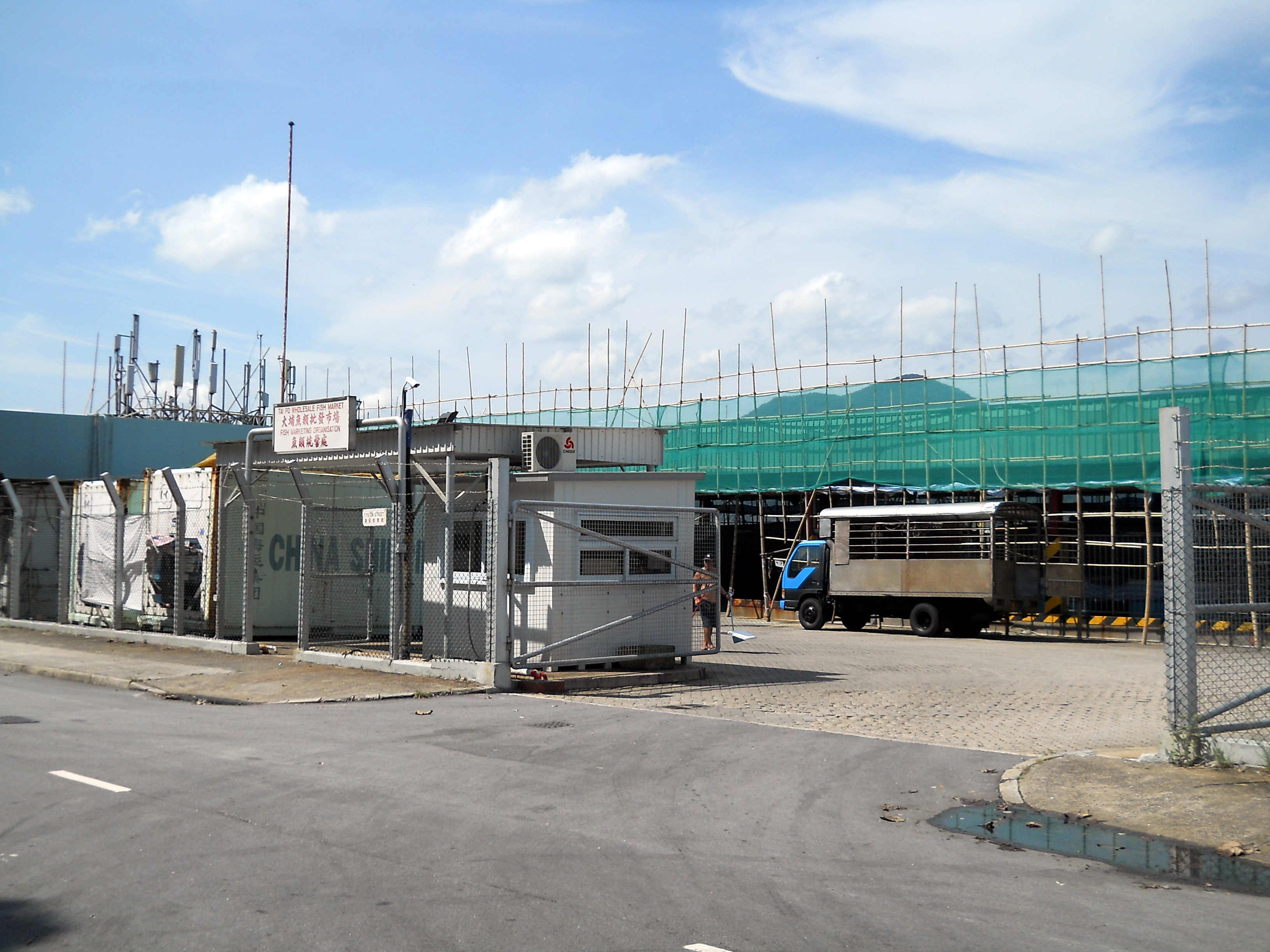
大埔魚類批發市場
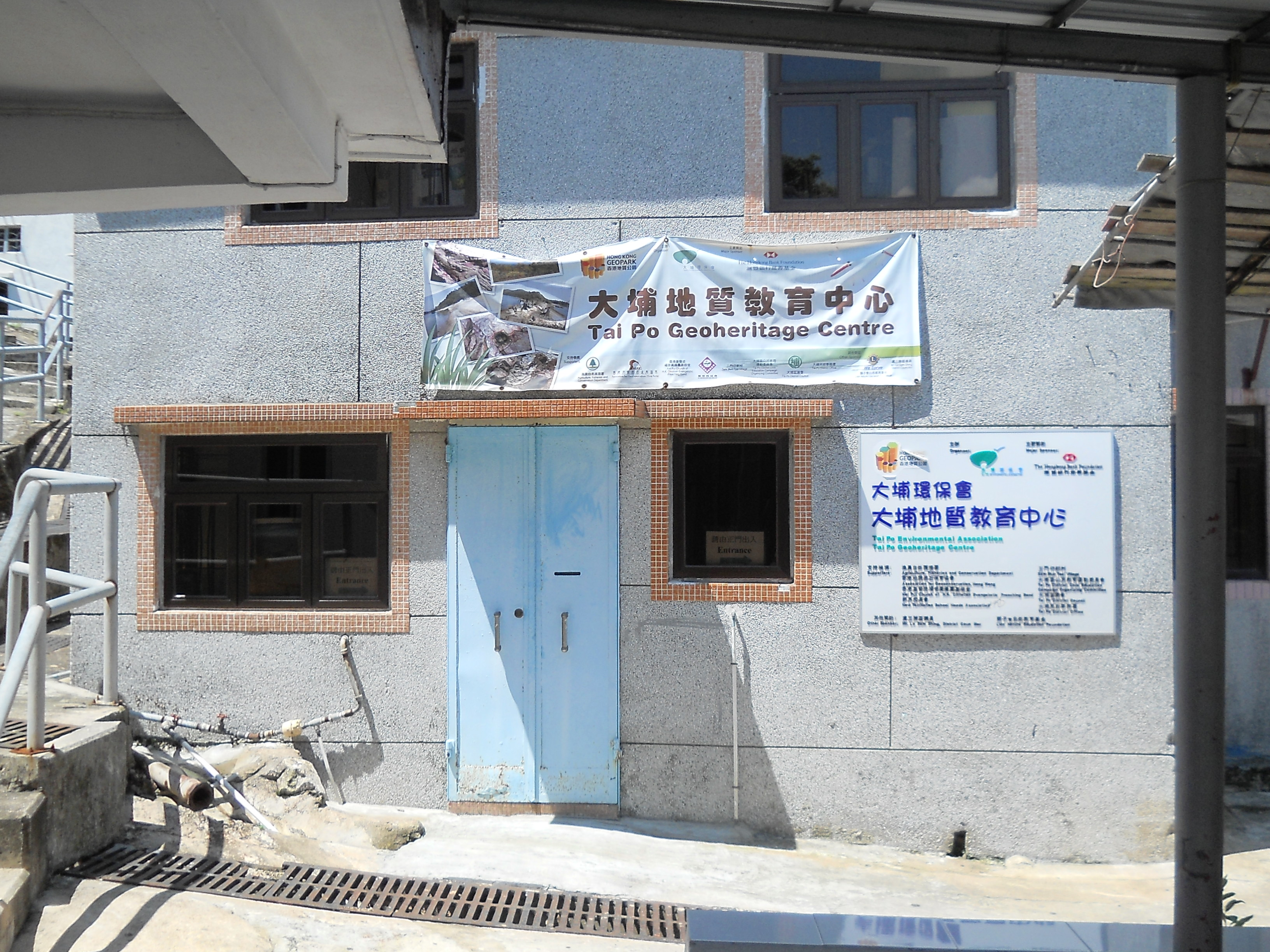
大埔地質教育中心
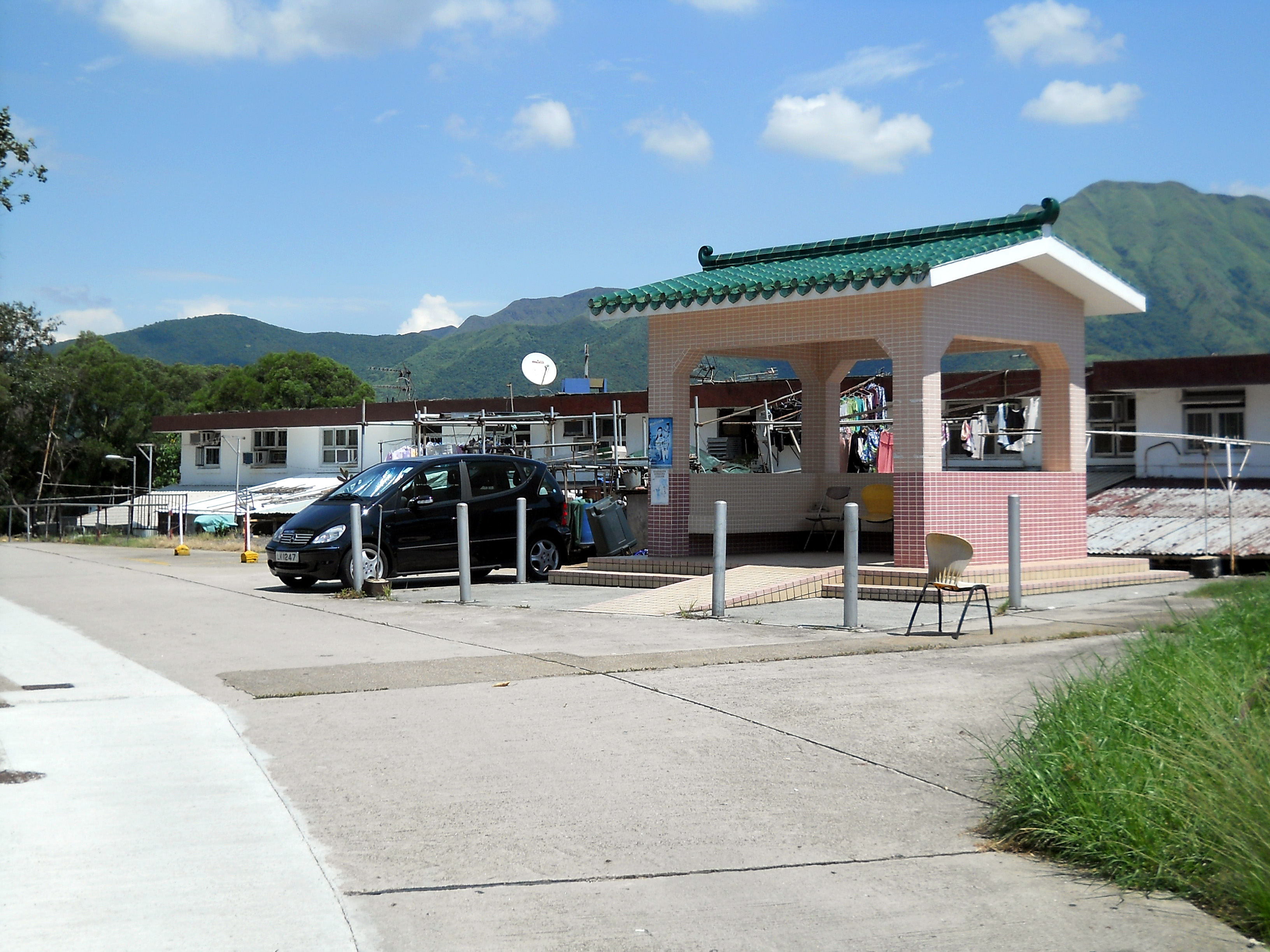
聯益漁村
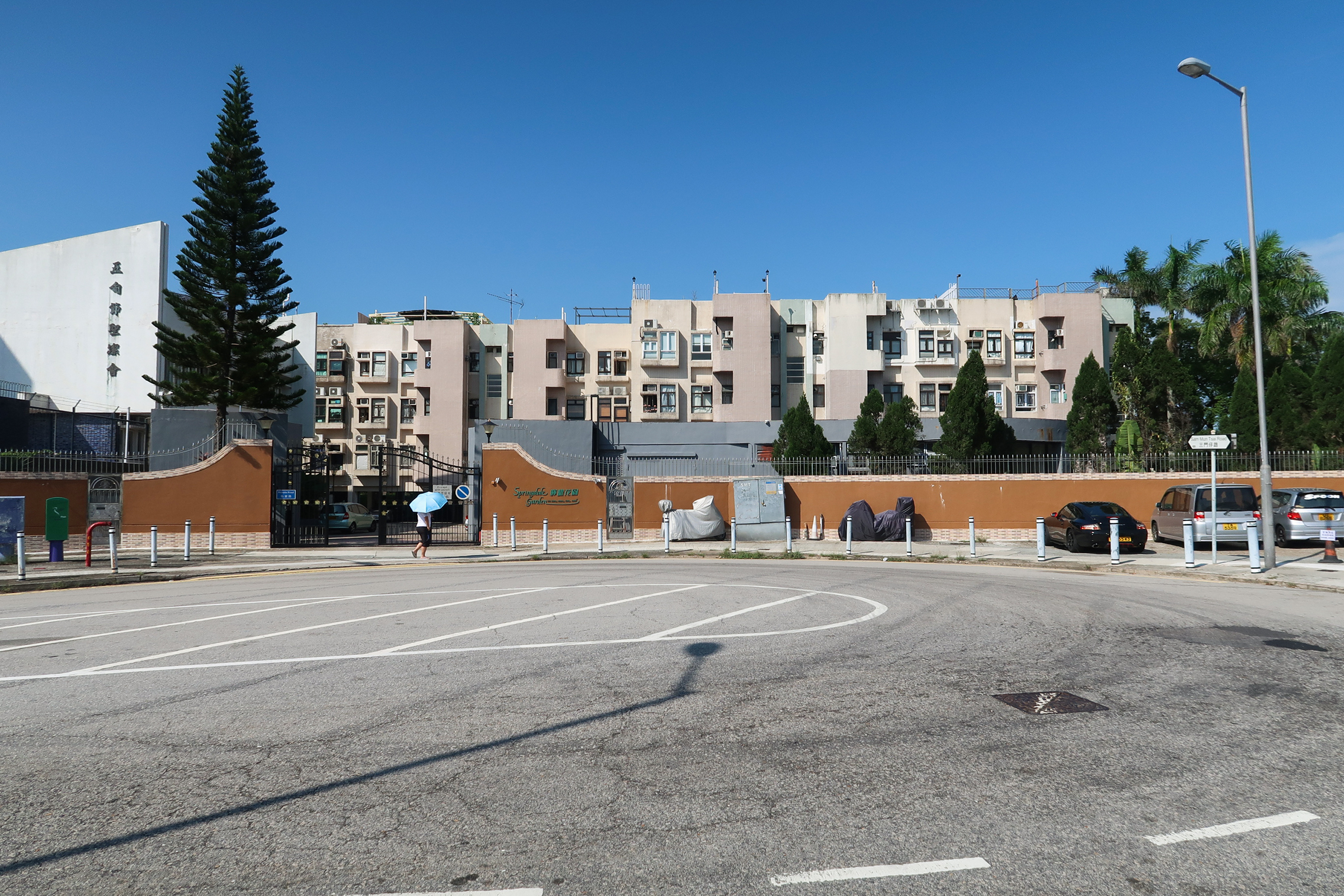
基督教五旬節聖潔會三門仔堂
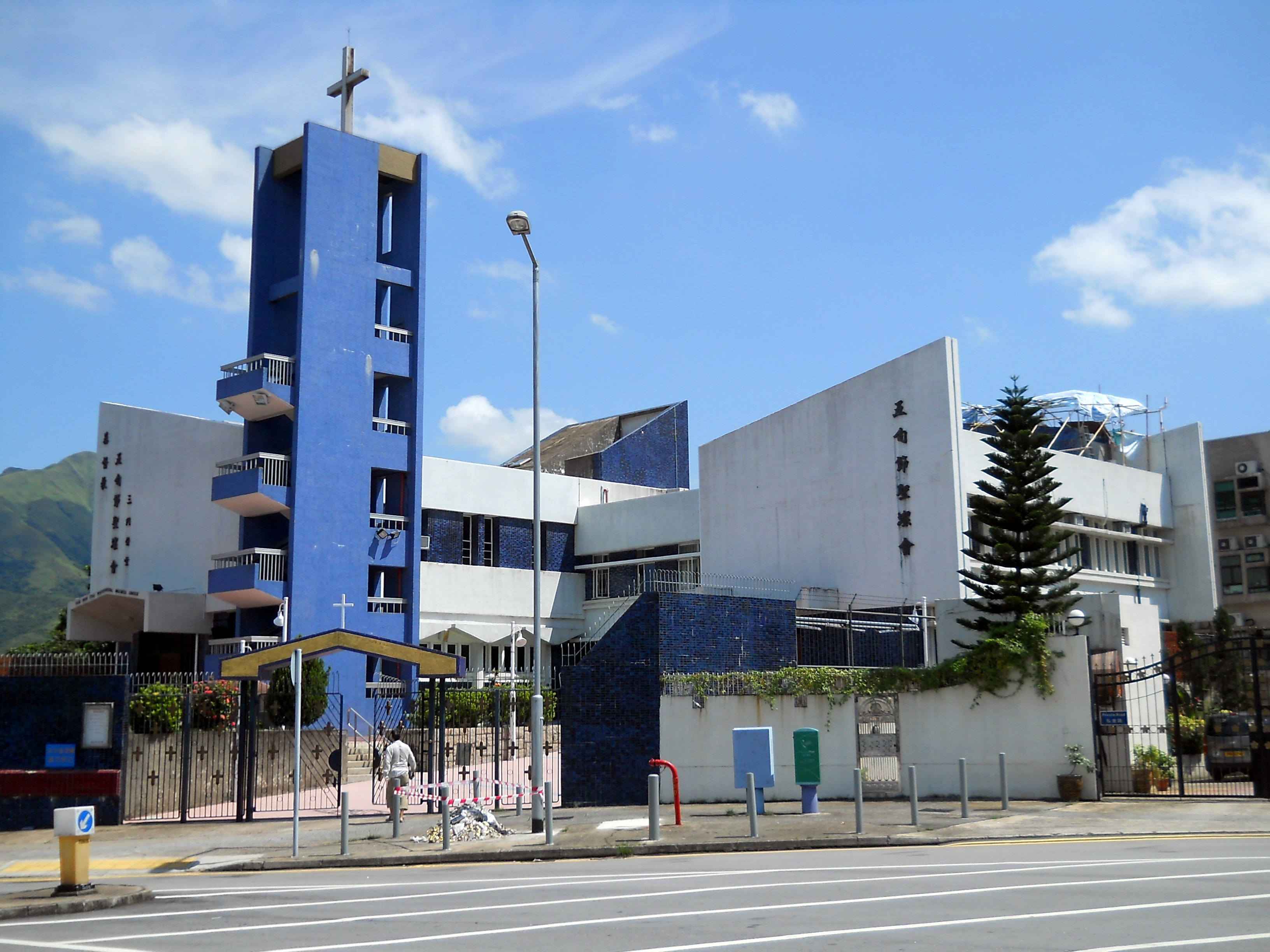
暉曜花園

- 大埔魚類批發市場
- 大埔地質教育中心
- 聯益漁村
- 暉曜花園
- 五旬節聖潔會三門仔堂

## 區議會議席分佈
由於三門仔人口稀少，所以往往跟洞梓、船灣、汀角、大尾篤等鄉村範圍劃為同一個選區。
| 年度/範圍  | 2000-2003 | 2004-2007 | 2008-2011 | 2012-2015 | 2016-2019 | 2020-2023 |
| ---------- | --------- | --------- | --------- | --------- | --------- | --------- |
| 整個三門仔 | 船灣選區  | 船灣選區  | 船灣選區  | 船灣選區  | 船灣選區  | 船灣選區  |

註：以上主要範圍尚有其他細微調整（包括編號），請參閱有關區議會選舉選區分界地圖及條目。